# Regole e meccanica del poker
Sebbene il poker sia in realtà un insieme di specialità e varianti, esse sono tutte accomunate da una serie di regole e da una meccanica piuttosto simile. In questa voce ci si riferirà a regole ufficiali, quali risultano nelle WSOP e universalmente riconosciute dalle altre federazioni, tra cui quella italiana oltre che dai casinò; in caso contrario vi sarà preavviso.

## Il mazzo, i giocatori e i tavoli

### Il mazzo
Il poker è giocato con un mazzo di 52 carte anglofrancesi, senza i jolly.
Esistono però alcune specialità, non ufficiali, che prevedono l'utilizzo di jolly o addirittura l'uso di un mazzo di carte non anglofrancese: questo perché vari mazzi, quali quelli italiani, vi si possono adattare senza grossi problemi.

### I giocatori e i tavoli
Nel poker ogni giocatore gioca per sé: non può essere sostituito per alcun motivo e in caso di assenza le sue mani vengono passate d'ufficio.
I tavoli da poker prevedono al massimo dieci posti per i giocatori, in aggiunta vi è un posto per il mazziere-impiegato, colui, cioè, che ha l'incarico di gestire i tavoli e di distribuire le carte. Egli non partecipa al gioco se non nel modo appena descritto.
Talvolta i tavoli, soprattutto negli eventi più importanti, presentano una telecamera con cui è possibile mostrare al pubblico televisivo le carte coperte. Ai giocatori e al pubblico presente non è permesso di conoscere in alcun modo le carte coperte.

## Il bottone e le puntate obbligatorie

### Bottone
Il bottone (button) è un segnaposto che individua il giocatore nella posizione del mazziere (dealer).
Nelle partite informali può essere lo stesso giocatore individuato dal button a dare le carte. Nei casinò o nei tornei ufficiali il compito di dare le carte spetta ad un impiegato del casinò o a un mazziere preposto dall'organizzazione del torneo. In questi casi il button ha solo funzione di definire l'ordine per il giro di puntate in corso.

### Apertura agli ante
Tipica degli stud poker e delle partite informali di draw poker è l'apertura agli ante. Ogni giocatore prima della distribuzione deve porre una puntata obbligatoria detta ante. Gli ante non aprono il primo giro di puntate ma hanno l'unico scopo di creare un piatto iniziale. Nei giochi con apertura agli ante si usa quindi la regola del bring-in...
Nei giochi con apertura agli ante dopo ogni mano il bottone si muove in senso orario verso il giocatore successivo.

### Apertura ai bui
L'apertura ai bui è tipico dei giochi che si giocano al casinò e delle specialità a carte comunitarie e dei draw poker, anche se nelle partite informali a casa per questi ultimi si preferisce l'apertura agli ante. I bui sono due:
- il buio, piccolo buio (small blind), viene posto dal giocatore successivo al mazziere e corrisponde a metà della puntata minima, che corrisponde al controbuio;
- controbuio, grande buio (big blind), viene posto dal giocatore che si trova a sinistra del buio, corrisponde alla puntata minima.

Sebbene i bui siano trattati come delle puntate, al controbuiante è data la possibilità di parlare, anche se il controbuio da lui posto fosse già sufficiente per coprire tutte le puntate.
Nel primo giro di scommesse il giocatore a parlare per primo (under the gun) è il giocatore a sinistra del controbuiante.
Nei tornei sportivi dopo alcuni livelli di gioco, precedentemente predisposto, si aggiungono ai bui anche gli ante che vengono posti prima di essi.
Nei giochi con apertura ai bui non è il bottone a spostarsi, ma il controbuio, che, così, si trascina dietro anche il buio e il bottone:
- caso 1: se viene eliminato il buiante in una mano il bottone rimane fermo per una mano consentendo il regolare posizionamento del buio e del controbuio, nella mano successiva il bottone riprende il movimento
- caso 2: se viene eliminato il controbuiante il bottone si muove nella mano successiva e il giocatore successivo pone il controbuio, nella mano che segue il bottone rimane fermo e si hanno regolarmente entrambi i bui, nella mano che segue questa il bottone riprende il movimento.
- caso 3: il buiante e il controbuiante non vengono eliminati, i bui si muovono a sinistra come il bottone.

In caso d'un testa a testa (heads up), ossia sono rimasti solo due giocatori sul tavolo, il piccolo buio viene posto dal giocatore col bottone.
Nelle partite informali è possibile far semplicemente girare il bottone senza tenere presente le regole sopra citate.

### Bring in
Diffuso nelle specialità dette stud poker, nel primo giro di scommessa il giocatore che ha determinati requisiti, stabiliti a seconda della specialità giocata, deve porre una puntata obbligatoria. Nel 7 card stud è il giocatore con la carta scoperta più bassa a dover porre il bring-in.

### Apertura "Jacks-or-better"
L'apertura jacks-or-better (alla coppia di jack o meglio) è l'apertura che viene generalmente usata nelle partite con ante di draw poker high con regole europee non formali e non usate nelle competizioni ufficiali o nei casinò. In questo tipo di gioco il primo giro di puntate viene avviato dal primo giocatore che desidera aprire e che in mano abbia almeno una coppia di jack o combinazione superiore. Nel caso del poker tradizionale all'italiana è permessa l'apertura anche con un progetto bilaterale di scala reale (quattro carte in sequenza dello stesso seme non comprendenti l'asso).
Nel caso nessuno possa (o voglia) aprire il giro di puntate, le carte sono scartate, il mazzo rimescolato, c'è un nuovo giro di ante che si vanno ad aggiungere al piatto preesistente e si ripete la procedura di apertura. Sempre nel caso del poker tradizionale all'italiana, a seguito di un giro senza aperture la combinazione minima per poter aprire sale a due Q. Se anche in questo colpo nessuno dei giocatori apre, la procedura si ripete, e da questo colpo in avanti l'apertura minima sale a due K, fino a che il piatto non venga assegnato: dopodiché l'apertura minima tornerà ad essere costituita dalla coppia di J.

## Giro di scommesse

### Meccanica generale
Una mano di poker è composta da più giri di scommesse. Ogni giocatore ha facoltà di parlare dopo che il giocatore che lo precede a destra ha dichiarato la sua azione. Il primo giocatore a parlare varia a seconda della specialità giocata, della sua variante e delle sue fasi, ed è:
- il giocatore a sinistra del mazziere;
- il giocatore a sinistra del controbuiante, nel caso si tratti del primo giro di scommessa di un gioco con apertura ai bui;
- il giocatore con il punto più alto al momento;
- il giocatore a sinistra del giocatore che deve porre il bring-in.

Il primo giocatore a parlare può:
- puntare (bet): il giocatore che apre il giro di scommesse, una puntata qualsiasi (che non sia inferiore alla puntata minima e non superiore al limite, nel caso si giochi una partita "fixed limit"). Il giocatore, nel caso si giochi una partita "no limit", può decidere anche di puntare tutto (all-in);
- passare o bussare (check): il giocatore che apre il giro di scommesse, qualora si astenesse dall'azione non punta niente al momento e cede la parola al giocatore che segue, per passare è sufficiente battere la mano sul tavolo (bussare) o dire "passo". Se tutti i giocatori passano il giro di scommesse è chiuso;
- lasciare (fold): il giocatore, gettando le carte o cedendole al mazziere, rinuncia al piatto e prosegue con il piatto successivo.

I giocatori successivi possono:
- chiamare o vedere (call): il giocatore accetta la puntata e pone l'ammontare richiesto dalla puntata principale;
- rilanciare (raise): il giocatore fa una puntata maggiore delle precedenti. Il primo rilancio deve ammontare ad almeno due volte la puntata minima. I rilanci successivi al primo devono almeno eguagliare la somma fra l'importo dell'ultimo rilancio e la differenza col rilancio precedente. Il rilancio non può essere superiore al limite.
- lasciare (fold): il giocatore, qualora non sia intenzionato a vedere la puntata o il rilancio cede le carte al mazziere e rinuncia al piatto, perdendo quanto eventualmente scommesso in precedenza.

Il giro di puntate termina quando tutti i giocatori che non si sono ritirati hanno visto tutte le puntate con la stessa di denaro eguagliante per ciascuno o se quelli rimasti non hanno abbastanza gettoni per coprire l'intero ammontare e puntato pertanto i resti (all-in). Se tutti i giocatori si sono ritirati tranne uno, vince la mano il giocatore che è rimasto.
Se tutti passano, si va alla fase successiva gratuitamente. Un giocatore non può passare (check) se il giocatore precedente ha puntato, chiamato o rilanciato.
Buttare un solo gettone nel centro del tavolo senza annunciare il rilancio è trattato come una chiamata, in questo caso verrà dato il resto.
Se un giocatore, non dichiarando la sua azione, non pone un quantitativo di gettoni sufficienti allora il mazziere-impiegato conta i gettoni e:
- se corrisponde ad una corretta azione, annuncia l'azione stessa;
- se inferiore all'ultima puntata valida, annuncia una chiamata;
- se inferiore al 50% del minimo rilancio, annuncia una chiamata;
- se superiore al 50% del minimo rilancio, annuncia un rilancio e invita il giocatore a completare la puntata con l'importo corretto.

### Limiti
I limiti vengono posti, o non posti, a seconda del gioco praticato e dalla sua variante.

## Assegnazione del piatto
Dopo che sono stati fatti tutte le fasi previste dalla specialità giocata, si procede, se non già fatto, allo showdown. Quindi il o i giocatori che hanno realizzato un punto che soddisfa certi requisiti, stabiliti in base alla specialità giocata, vince il piatto. Per esempio nel Texas hold 'em vince il punto più alto.